# レナード・ペルティエ

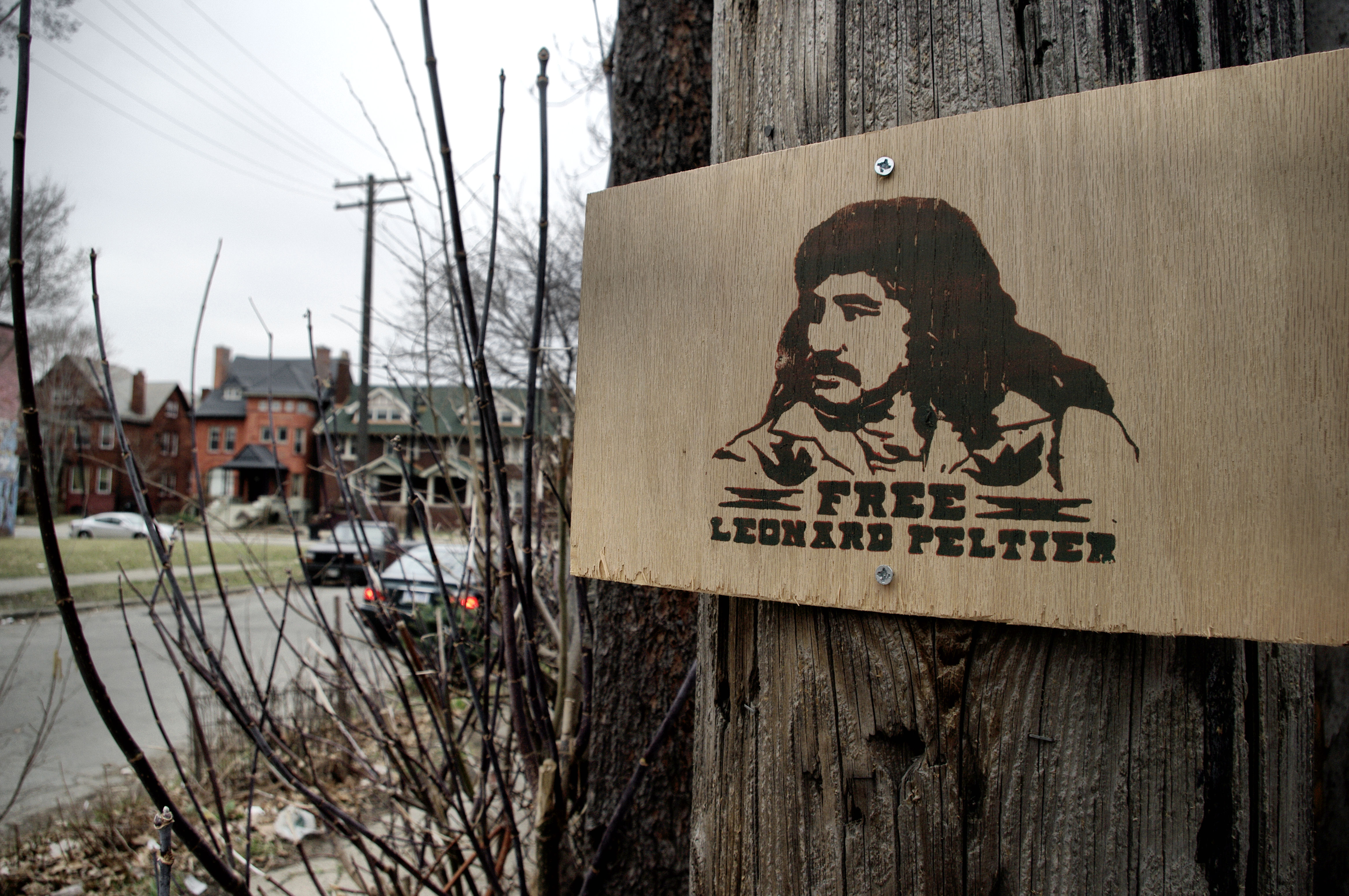
レナード･ペルティエの即時釈放を求める標示看板（ミシガン州、2009年）

レナード・ペルティエ （英語：Leonard Peltier、1944年9月12日－）は、アメリカインディアンの民族運動家、人権活動家。1976年以来終身状態で収監中の政治犯。アムネスティ・インターナショナルはペルティエについて「ただちに無条件で釈放すべきである」と声明を行なっている。

## 来歴
レナードはノースダコタ州のグランドフォークスで、レオ・ペルティエとアルビナ・ロビデューの13人の子供たちのうちの11番目の子として生まれた。
父親のレオは3/4オジブワ族と1/4フランス人の混血で、母親にはラコタ・スー族の母親とオジブワ族の父親がいた。4歳のときに両親は離婚した。この時、レナードと女きょうだいのアン＝ベティは、ノースダコタのタートルマウンテン・インディアン保留地に住む彼の父の祖父母アレックスとマリーのデュボイ＝ペルティエ家に引き取られた。
1953年9月にレナードはBIA（インディアン管理局）直轄の全寮制の「ワーペトン・インディアン寄宿学校」に入学させられた。1957年5月に同校を卒業すると、サウスダコタ州フランドリューの「フランドリュー・インディアン寄宿学校」に入学させられた。レナードは9年生で退学し、父親と暮らすために「タートルマウンテン・インディアン保留地」に戻った。

### AIMメンバーとなる
1958年から、合衆国はタートルマウンテン保留地の保留解消を試み、多くの部族民が都市部へと移住させられた。1965年に、レナードはワシントン州シアトルに転居し、数年間自動車工場で働いた。レナードはアメリカインディアンの権利運動に熱中するようになり、「アメリカインディアン運動」（AIM）のメンバーとなった。1968年にミネソタ州のオジブワ族が結成したAIMは、直接的な抗議行動でインディアンの権利回復を要求し、全米にその運動を展開していた。
1970年、ワシントン州のロートンで、インディアンの土地に開設された米軍の廃基地の返還要求抗議をAIMや地元のインディアンが行い、レナードも座り込み占拠に参加した。
1972年、AIMはデニス・バンクスの発案で、ワシントンD.Cまでのインディアンによる平和的な抗議デモである「破られた条約のための行進」を行った。レナードはこの抗議行進で、、ウィスコンシン州ミルウォーキー地域での取りまとめ役を任じた。抗議行進は終着地ワシントンD.Cで、「BIA本部ビル占拠抗議」となり、この占拠抗議では、治安調整役を務めた。「BIA本部ビル占拠」は、BIAや内務省を激怒させ、AIMは合衆国と激しい対立状態となった。BIA本部ビル占拠後にミルウォーキーに戻ったレナードは、二人の白人非番警官から暴行を受け、抵抗したために殺人未遂罪で起訴され有罪となり、5ヶ月間投獄された。
1972年4月にサウスダコタ州の「パインリッジ･インディアン保留地」のオグララ族部族議長となった白人とスー族の混血のディック・ウィルソンは、独裁体制を強め、レッドネックを多数含んだ私設武装暴力団「オグララ国守護隊（Guardians of the Oglala Nation）」を組織し、オグララ族に対するテロ弾圧を始めた。これに対し、合衆国BIAの傀儡である「部族会議」に反発し、伝統的なインディアンの共同体を保持する「伝統派」たちは、彼らを「グーンズ」（GOONs、愚か者）」と呼び、ウィルソン弾劾の姿勢を強めた。パインリッジ保留地は二分され、グーンズによって日夜銃弾がオグララ族に浴びせられ、ここまでで60人以上が殺害される市民戦争、内戦状態となっていた。
1973年2月、パインリッジ保留地ではスー族女性の呼びかけで、対ウィルソン弾劾組織「オグララ・スー権利組織」（Oglala Sioux Civil Rights Organization＝OSCRO）が結成され、AIMは「OSCRO」の直接援助要請を受け、レナードもAIMメンバーとしてデニス・バンクスやラッセル・ミーンズらとともにパインリッジ保留地をたびたび訪れた。

### 「ウーンデッド･ニー占拠」への参加
1973年2月27日、スー族の長老と酋長、OSCROと、レナードらAIMの多部族メンバーは、83年前に合衆国によってスー族が大虐殺された「チャンクペ・オピ」（ウーンデッド・ニー）へと行進し、聖心カトリック教会を占拠。塹壕を掘ってここを本拠としてウィルソンの罷免と連邦政府によるインディアン条約の再確認を求めて占拠抗議を行った。
この一大占拠に対してウィルソンはグーンズ、BIA警察、州警察、FBIの250人を超える包囲隊を結成し、ポーキュパイン村に、ペンタゴンの指令を受けて、全米から派遣された連邦憲兵隊が殺到した。米軍はウィルソンのために、M113装甲兵員輸送車を16台、戦闘用ヘリコプター3機、F4ファントム戦闘機を投入し、現代アメリカにおける「インディアン戦争」は、全世界に衝撃を与えた。この「ウーンデッド・ニー占拠抗議」は71日間に及び、二人のインディアンの犠牲者を出して1973年5月8日に解かれた。
1974年1月2日、連邦政府とFBIは、「ウーンデッド･ニー占拠主導者統一裁判」として、ミネソタ州セントポールでラッセル･ミーンズ、デニス･バンクスの二人を連邦訴追した。この裁判では違法盗聴や偽証など、FBIの不正が次々に明るみに出た。なかでもジャック・コーラーというFBI捜査官は違法盗聴を認め、AIMによって「市民による逮捕」の対象となり、裁判所から逃げ出して、セントポールの街中をAIMに追いかけ回された。

## FBIによる逮捕
占拠解除後、ウィルソンとBIAは部族民へのテロ弾圧をますます強め、1972年から3年の間で100人以上のインディアンが殺された。サウスダコタ州のリチャード・ネイプ知事やビル・ジャンクロウ司法長官は「AIMは全員殺すべきだ」、「奴らを黙らせるには頭に銃を押しつけて引き金を引くのが一番だ」と公言してはばからず、ジャンクロウは実際にインディアンの少女を強姦し、殺している。だが連邦政府もBIAも、インディアンの死者になんの注意も払わなかった。
伝統派のオグララ族長老やOSCROは、BIAやグーンズによるテロに対する警備要請をAIMに要請し、AIMは防衛組織として、オグララ村のジャンピング･ブル牧場に、部族民のための警備野営地を開設した。これは「ジャンピング･ブル野営地」と名付けられ、デニス・バンクスやレナードらAIMメンバーが大勢、ティーピーの野営を張って日夜警戒を行っていた。FBIはこのジャンピング・ブル野営地を「AIMの本拠」と聞きこみ、「犯罪の温床である」と決めつけて襲撃の機会をうかがっていた。ことに「ウーンデッド・ニー裁判」で不正を暴かれたFBIのジャック・コーラー捜査官は、地域担当官として、同僚のロナルド・ウィリアムと二人で保留地の「OSCRO」を始めとするオグララ族への嫌がらせを執拗に繰り返していた。
1975年6月26日、「白人のパーティーで、カウボーイブーツを片方盗んだ」との容疑をかけられたジミー・イーグルという若いAIMインディアンの捜査名目で、ロナルド・ウィリアムとジャック・コーラー両FBI捜査官が、オグララ村のジャンピング・ブル野営地を襲った。200を数える人員が投入され、FBIやグーンズは、子供を含む老若男女が宿営しているこの集落を銃撃し襲いかかった。この襲撃で、警護に当たっていたAIMのジョー・スタンツ・キルズライト（当時18歳）と、FBIのロナルド・ウィリアム、ジャック・コーラーが銃撃戦となり、3人とも死んだ。インディアンの保留地とは、アメリカ連邦政府とインディアン部族とが連邦として条約協定を結び、権利保留された土地のことで、このため連邦の境界を超えた捜査としてFBIが介入しているのである。またこれは本来のインディアン保留地の条約協定に違反した行為である。
FBIはロバート・ロビデュー、ディノ・バトラー、レナード・ペルティエの三人のインディアンを、ウィリアムとコーラーのFBI捜査官殺害グループとし、レナードが指名手配された。ジョー・キルズライトがFBIに殺された件は、全く訴追案件に採り上げられなかった。対して「FBI捜査官殺害」の罪は、インディアン殺害よりも重要視され、FBIは体裁構わずレナードを殺害犯とする捜査を行った。ロビデューらはカンザス州で乗っていたワゴン車がエンストし、逮捕された。彼らの車から、コーラー捜査官の銃や、後に裁判で「殺害凶器」とされたライフルが押収された。
レナードは共に指名手配されたデニス・バンクスらと西へ向かった。行く先々で、保留地のインディアンや白人支援者が宿泊援助してくれた。ロサンゼルスでデニスの旧知のマーロン・ブランド宅を訪ねると、マーロン･ブランドは事情を聞いて、「食事代と燃料費」として1万ドルを渡してくれた。彼らはロサンゼルスで銃を購入し、パインリッジ保留地へ戻ってオグララ族に、対グーンズ用の武器として渡した。
同年9月5日早朝に、「レオナルド・クロウドッグがペルティエを匿っている」との嘘の密告を受けて、ヘリコプターまで動員したBIA、FBI、州警察ら185名余が、オグララ村から160km離れた場所にある伝統派の呪い師レオナルド・クロウドッグの家を急襲し、家族を暴行し、レオナルドの他、当時レナードと恋愛関係にあったAIMメンバーのアニー・マエ・アクアッシュを一時逮捕した。クロウドッグもアクアッシュもウーンデッド･ニー占拠に関わったメンバーであり、FBIらは彼らを違法逮捕してレナードの居場所を吐かせようとした。しかしこのとき、レナードはオレゴン州にいた。クロウドッグは約1年間の投獄ののち無罪釈放されたが、放火によって家を全焼させられている。
レナードとデニス、アニー・マエら5人のインディアンはマーロン・ブランドに貰った車でワシントン州へ向かい、ニスクォーリー族やピュラリップ族の保留地で歓待され、パインリッジ防衛戦のための武器弾薬の提供を受けた。
11月14日深夜、FBIによる警戒網の中、レナード一行を乗せた自動車が州警察官の制止を受けた。デニスの妻カムークとアニー・マエ、AIM男性二人が逮捕されたが、デニスは車で逃亡した。レナードは右肩を撃たれ負傷するが走って逃げた。このあとFBIがデニスが乗り捨てた車を一斉射撃し、爆破したため、FBIは後の裁判で申し立てた「違法な武器の運搬」を、自ら立証不可能にしてしまった。
レナードは11月19日、ピックアップトラックを盗んで逃走した。のちカナダのアルバータ州ヒントンへ逃げ、友人の小屋に匿われたが、まもなく逮捕され、1976年2月6日にカナダから連邦協定に違反して強制送還された。レナードは米国送還を拒否したが認められなかった。
AIM女性メンバーのマリー･クロウドッグ（レオナルド･クロウドッグの妻）は、「ペルティエに犯罪容疑があるわけではなく、彼がAIMの革新的指導者の一人だったために逮捕された。彼の存在は合衆国政府の頭痛の種だった。サウスダコタ州ではたとえイエス・キリストであろうとAIMであれば、ありとあらゆる罪状で有罪判決を受ける」と述べている。
「ウーンデッド・ニー占拠」に関わったとして連邦訴追を受けたAIMのデニス・バンクスとラッセル・ミーンズ、クライド・ベルコートらは、その後の裁判でFBIの違法捜査が次々と明るみに出て、完全無罪評決を受けている。「AIMに協力した」として逮捕されたレオナルド・クロウドッグは1年間の投獄の末、全世界から釈放嘆願署名を受けて釈放された。クロウドッグと一緒に逮捕されたミクマク族女性AIMのアニー・マエ・アクアッシュは「FBIの脅迫を受けている」と近しい者たちに漏らしていたが、その後、ワンブリー村の雑木林の雪の中で頭に銃弾を撃ち込まれた死体となって見つかった。FBIは「指紋を調べるため」という理由で彼女の両手首を切断してワシントンに送った。
1976年7月、アイオワ州の法廷で、ロビデューとバトラーの裁判が開かれ、FBIの不法捜査が明らかにされ、法廷は二人に無罪判決を出した。FBIは「ペルティエの裁判ではこのようなことは起こさせない」と宣言した。

### 有罪判決を受ける
1977年4月、ノースダコタの米国地方裁判所で、FBIと繋がりの深いノースダコタのポール・ベンソン判事の下、ペルティエの審理が始まった。FBIは捜査官殺害の証人として、「ペルティエの女友達」という触れ込みで、マートル・プアベアーという女性を証言台に立たせた。しかし彼女は実際にはレナード・ペルティエを知らず、事件の現場にもいなかった。彼女はFBIにアニー・マエ・アクアッシュの死体の写真を見せられて「言うとおりに証言しなければ、お前もこうなるぞ」と脅迫され、偽りの目撃証言をした。合衆国はのちにこの証言が、FBIによる違法な脅迫によるものであることを裁判で認めている。ペルティエ自身はFBI殺害の時刻には、ジャンピング・ブル野営地のティーピーにいたと証言し、複数人がアリバイを裏付けている。
ベンソン判事は偽証を基に、ペルティエが「コーラーとウィリアムズの二人のFBI捜査官を殺害した」として、第一級殺人の2つの罪状で有罪判決を下し、二回分の終身刑を宣告した。二度にわたる控訴審で、FBIは結局、FBI捜査官を撃った人間を特定できなかった。ペルティエはイリノイ州のマリオン刑務所に収監された。ペルティエは獄外の支持者らとともにハンガーストライキや抗議を行い、1980年代に入るとこの抗議はマリオン周辺に広がったため、合衆国はペルティエをミズーリ州スプリングフィールドの囚人医療センターに移し、さらにカンザス州レブンワース刑務所に収監した。
1986年2月11日の審議では、ジェラルド・W・ヒーニー判事はFBIを殺した銃弾はペルティエの持っていたAR-15ライフルから発射されたものだと述べた。スコット・アンダーソンは1995年のインタビューで、ペルティエがAR-15について全く覚えていないことに言及している。　レナードの弁護団には、前米国司法長官のラムゼイ・クラークも加わった。レナード･ペルティエを巡るFBIの主張と公平性については、数多くの疑問が提示されている（→ペルティエの法的手続の公平性に関する疑問）

### ペルティエを巡る論争と釈放要求
現在、ペルティエは、ペンシルベニア州ルイスバーグ刑務所で連邦管理下に置かれている。レナード・ペルティエの終身刑収監は、世界的な論争を集めており、彼がAIMであることから逮捕された政治犯であるとして、多数の釈放嘆願状を集めている。アメリカインディアンはミズーリ州カンザスシティに「レナード･ペルティエ防衛委員会」（Leonard Peltier Defense Committee）を設置。米国とカナダの議会にはそれぞれ50人余りの支持者がいる。他にペルティエを支持する個人・団体には、次のような名が挙げられる。
ネルソン・マンデラ、リゴベルタ・メンチュウ、アムネスティ・インターナショナル、国際連合人権高等弁務官事務所、サパティスタ民族解放軍、ダライ・ラマ14世、欧州議会、ベルギー議会、イタリア議会、ロバート・F・ケネディ人権センター、デズモンド・ムピロ・ツツ大司教、カンタベリー大司教、ジェシー・ジャクソン、他多数
レナード・ペルティエの支持者たちは、有罪判決を覆すために、2つの主張を行っている。その1つは、「ペルティエが殺人を犯しておらず、現場に関わっておらず、殺人そのものを知らなかった、また彼がそばにいたとして、レナードがいたというAIMがFBI捜査官を検査した際には、FBIは殺されていない」、というものである。今一つは、「たとえ殺人に関わったとしても、当時の保留地が、FBI捜査官がウーンデッド・ニー占拠に関連してインディアンたちを脅迫し続けていた内戦状態だったことを考慮すべきだ」というものである。

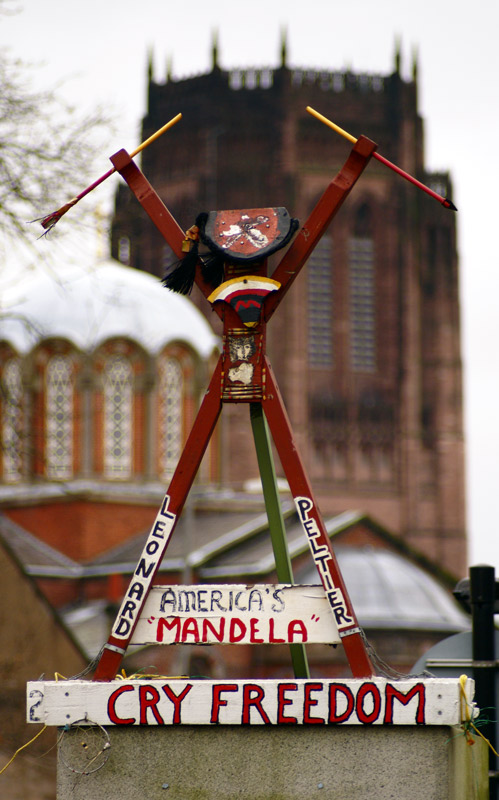
ペルティエをアメリカのネルソン・マンデラであるとするイギリス、リバプールのペルティエ釈放要求抗議標

ドキュメント映画『Incident at Oglala』で、無罪となったAIMメンバーのロバート・ロビデューは、真犯人の「X氏」が誰であるか知っていると語っている。一方、ディノ・バトラーは『News from Indian Country 』のE・K・コールドウェルとのインタビューで、「X氏」はペルティエ釈放のための架空の人物だと語っている。1995年6月24日付の『カンザスシティースター』紙のインタビュー記事は、マシュー・ショフィールド記者が「私はかつて、やつらを殺すと言ったことを承知している」とのペルティエの言を報じている。またロナルド・レーガンは合衆国大統領現職時に、ミハイル・ゴルバチョフから米国の人権問題に関する取り組みについてペルティエに言及され、「人権問題である」と答えて物議を醸している。
2000年12月にビル・クリントン合衆国大統領がクリスマス恩赦をペルティエに与えるのではないかとの噂が広まり、これに抗議して元FBI捜査官やその家族約500人がホワイトハウス前で抗議デモを行った。結局クリントンはこの決定を取り下げ、釈放への準備を進めていたペルティエは「クリントンは残酷である」と公式コメントを行っている。
2001年、クリントンは米国の禁輸措置違反、有線通信不正行為、恐喝、脱税などの罪で1983年に起訴されたのち、スイスに逃亡したマーク・リッチに恩赦を与えた。ペルティエはこうコメントしている。「我々は、なぜ彼が温情を与えられたか見ることができる。大統領選への献金は、我々に得ることのできない正義を買うことが出来たのだ」
1980年代初頭に情報公開されたFBIの内部文書は、ペルティエに有利な弾道検査結果を、彼の弁護士たちに対して隠していた事実を明らかにした。ペルティエについての6000ページに及ぶFBIの内部文書は封印されたままであり、ペルティエの弁護団はこれらを全面公開するよう米国政府に圧力をかけ続けている。
2004年の大統領選挙で、ペルティエはカリフォルニア州の政治集団PFPの候補者として獄中から立候補し、同州で27,607票を集めた。
2009年1月、恩赦を拒否したジョージ・W・ブッシュ合衆国大統領に対し、ペルティエは2000年にクリントン大統領に対して恩赦反対抗議を行ったFBI関係者のリストとともに米国地方裁判所で市民権訴訟を起こし、彼らが「誤報と偽情報のもと、公に組織的キャンペーンを行った」と主張した。
ペルティエの刑期満了による釈放日時は、2040年10月11日と予定されている。2009年7月28日に、米国仮釈放委員会はペルティエについて最大級公聴会を開いたが、8月21日に、米連邦検事ドルー・リグレイは、ペルティエの仮釈放要請が却下されたと発表した。ペルティエの次回公聴会は、2024年7月に予定されている。

## 著書
- 『Prison Writings: My Life is my Sun Dance』（New York, 1999） ISBN 0-3122-6380-5.